# رندال فی
رندال فی (انگلیسی: Randall Faye؛ ‏ ۲۶ ژوئیهٔ ۱۸۹۲ – ۵ دسامبر ۱۹۴۸) فیلم‌نامه‌نویس اهل ایالات متحده آمریکا بود.
از فیلم‌هایی که وی در آن‌ها نقش داشته‌است، می‌توان به وجه نقد، پدر و پسر و با احتیاط جابه‌جا کنید اشاره نمود.